# Latania
Latania je malý rod palem, zahrnující pouze 3 druhy. Je rozšířen výhradně na Maskarénských ostrovech východně od Madagaskaru. Jsou to středně velké, dvoudomé palmy s nápadně velkými, dlanitými listy. Kmen je solitérní, přímý a holý. Květenství vyrůstají v koruně a svojí délkou nepřesahují listy. Plodem je velká, trojsemenná peckovice.
Latanie jsou v tropech pěstovány jako okrasné palmy. Druh Latania loddigesii je svými šedozelenými rozměrnými listy velmi podobný madagaskarské palmě Bismarckia nobilis. Všechny 3 druhy rodu Latania náležejí mezi ohrožené rostliny a každý z nich je svým výskytem omezený na jediný ostrov.

## Popis
Zástupci rodu Latania jsou středně velké, dvoudomé palmy. Kmen je přímý, solitérní, s hrubým povrchem pokrytým eliptickými listovými jizvami. Listy jsou namodrale zelené, dlanitozpeřené, rozměrné, induplikátní. Řapík je masivní a dlouhý, na bázi vyhloubený, na okraji hladký nebo pouze s několika krátkými zuby. Hastula (výrůstek na lícové straně čepele v místě kde nasedá na řapík) je krátká, ale výrazná.
Květenství jsou jednopohlavná, větvená, vyrůstají v koruně mezi bázemi listů a svojí délkou je nepřesahují. Samčí květenství má více větví než samičí. Samčí květy obsahují 15 až 30 nebo i více tyčinek, v samčích květech je kulovité gyneceum obsahující 3 komůrky, v nichž je po 1 vajíčku. Plody jsou velké, podlouhlé nebo vejcovité peckovice obsahující zpravidla 3 semena. Pecky mají rozbrázděný povrch a jeho skulptura je pro každý druh charakteristická.

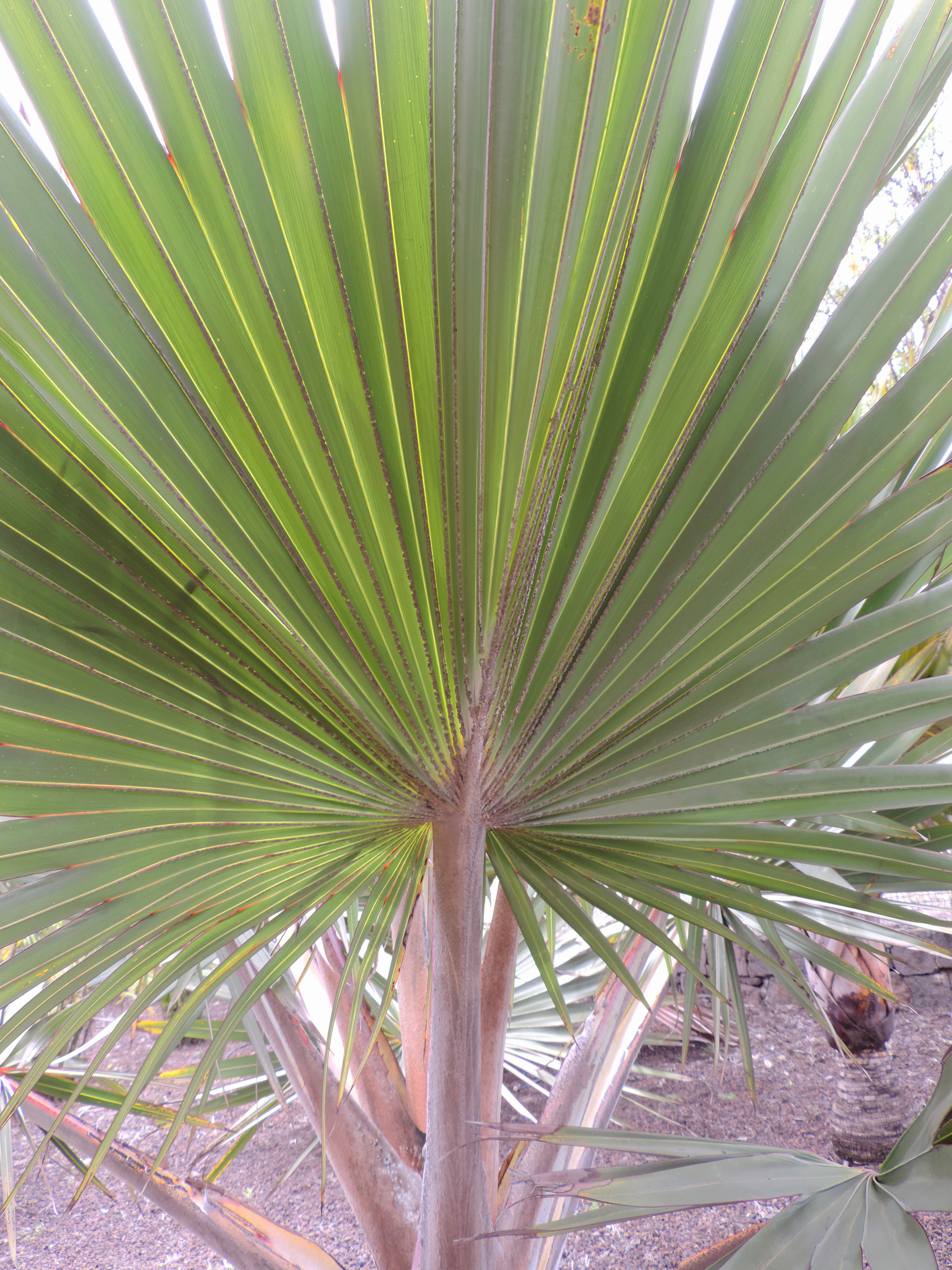
Dlanitozpeřený list Latania lontaroides
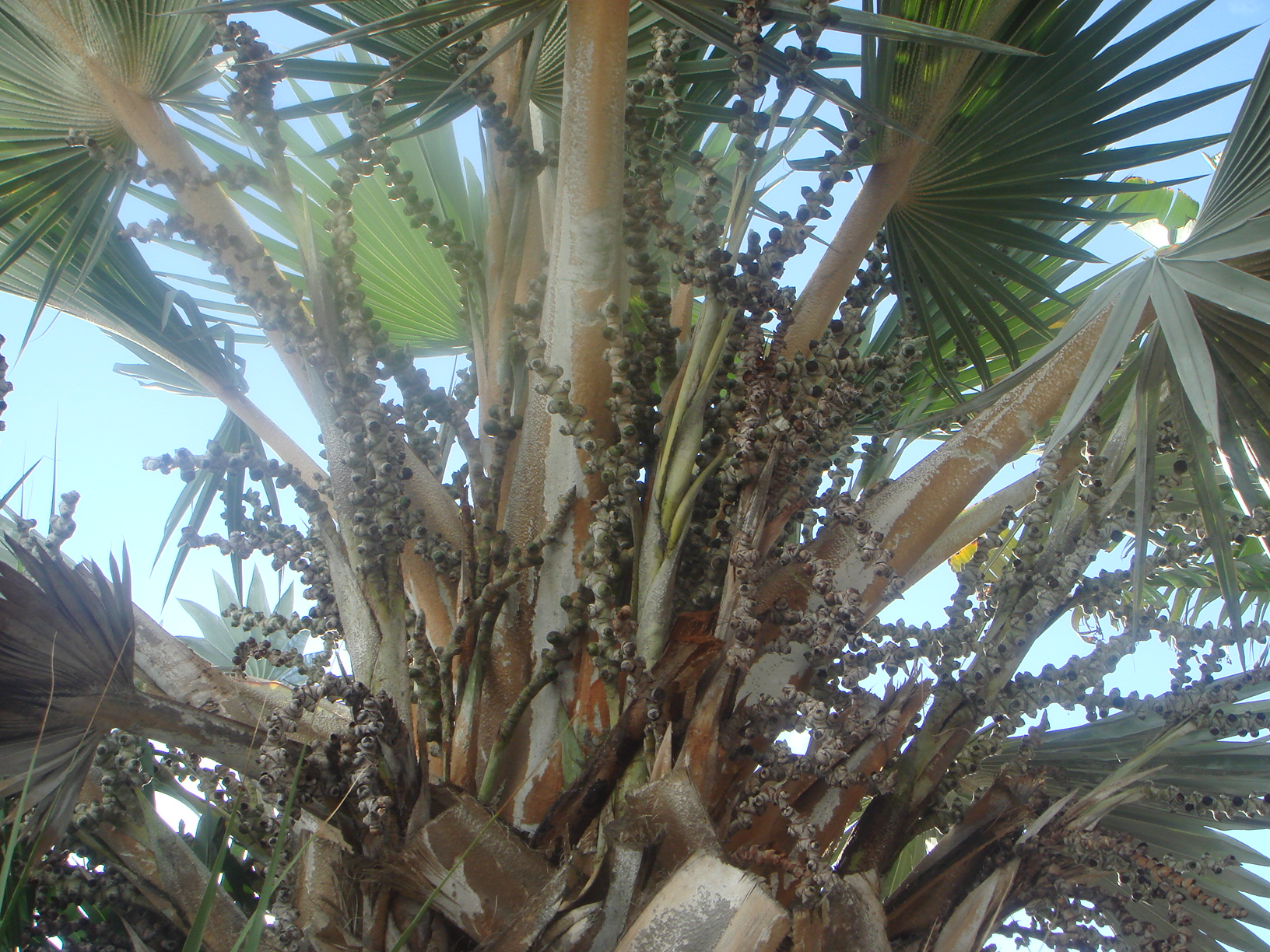
Odkvetlá samičí květenství Latania loddigesii
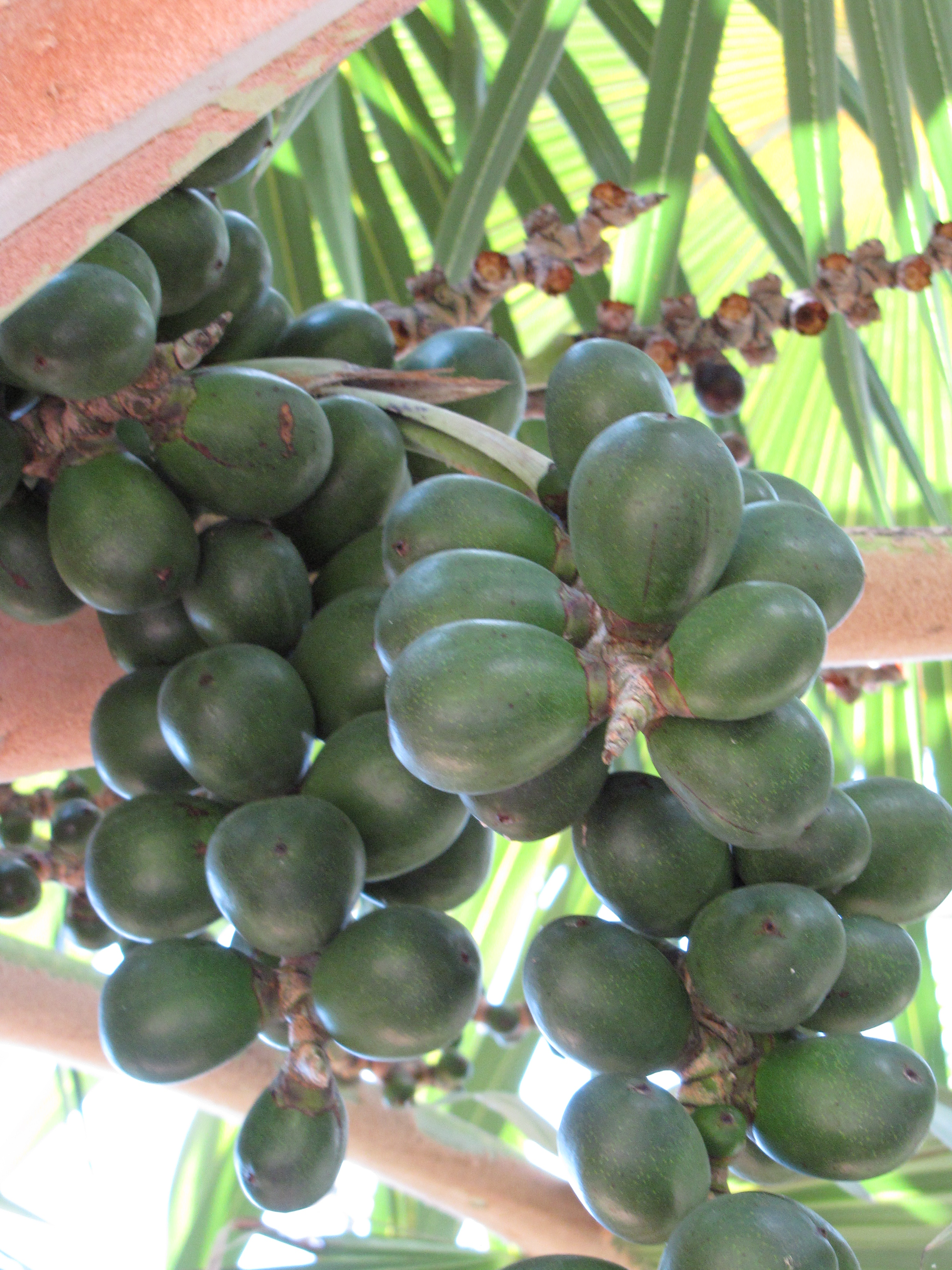
Plodenství Latania loddigesii

## Rozšíření
Rod Latania zahrnuje pouze 3 druhy, rozšířené výhradně na Maskarénských ostrovech východně od Madagaskaru. Každý z těchto druhů je endemitem jednoho ostrova: Latania loddigesii roste na Mauriciusu, L. lontaroides na Réunionu a L. verschaffeltii na ostrově Rodrigues.

## Ochrana
Všechny 3 druhy rodu jsou vedeny v Červeném seznamu ohrožených druhů IUCN jako ohrožené. Přírodní populace druhu L. loddigesii čítá pouze asi 500 jedinců.

## Taxonomie
Rod Latania je v rámci taxonomie palem řazen do podčeledi Coryphoideae, tribu Borasseae a subtribu Lataniinae. Představuje bazální větev tohoto subtribu. Mezi blízce příbuzné rody náleží Lodoicea (lodoicea), Borassus (lontar) a Borassodendron.

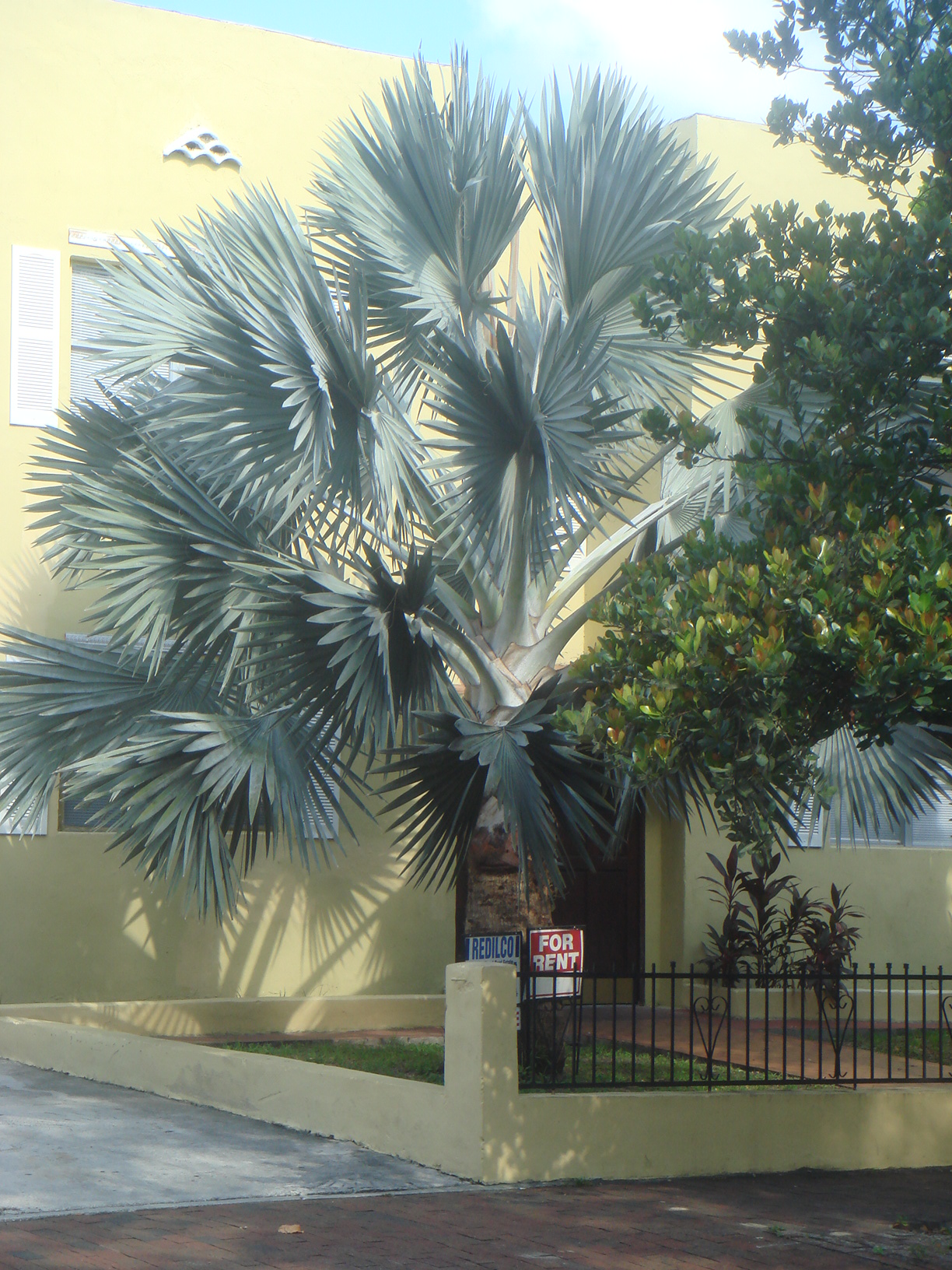
Latania loddigesii na Floridě

## Význam
Kmeny těchto palem se místně používají jako zdroj dřeva, z listů se vyrábějí střechy. Mladá semena jsou jedlá. Všechny 3 druhy jsou ceněné jako okrasné palmy s nápadně velkými listy, pěstuje se zejména sivolistý druh Latania loddigesii. Snadno se spolu kříží a v kultuře se proto vyskytují i kříženci. Jsou velmi světlomilné a tolerují zasolení půdy. Latania loddigesii je velmi podobná druhu Bismarckia nobilis z Madagaskaru a oba druhy se těžko odlišují. Bismarckia je odolnější vůči chorobám a škůdcům.